# 沃库拉泉
沃库拉泉（英語：Wakulla Springs）在佛罗里达州沃库拉县境内，位于塔拉赫西以南14英里（23），克劳福德维尔以东5英里（8.0）。